# Jönköping
Jönköping (ouvir pronúncia), ocasionalmente transliterado para Jonkoping, por adaptação tipográfica, e raramente Ionecopinga , Junecopia ou Jenecopia (em latim: Iunecopia ) é uma cidade sueca localizada na província da Småland, no sul do país.
É a sede da comuna de Jönköping e a capital do condado de Jönköping. Possui 43,7 quilômetros quadrados e está situada no canto da margem sul do lago Vättern. Segundo censo de 2021, havia 100 579 residentes, sendo assim uma das 10 maiores cidades da Suécia.
Abrange desde 1971 a antiga cidade de Huskvarna, hoje em dia localizada na parte oriental da cidade, a 5 km do centro. 
Jönköping é conhecida como a "cidade dos fósforos" (tändsticksstaden) por ter sido lá que foi fundada em 1845 a primeira fábrica de "fósforos de segurança" modernos.

## Etimologia e uso
O topônimo Jönköping deriva das palavras nórdicas June (nome de um riacho) e köping (local de comércio). Numa carta em latim, escrita pelo rei Magno III em 1278, aparece citado pela primeira vez como "in castro Junakøpung".
Em textos em português costuma ser usada a forma original Jönköping, ocasionalmente transliterada para Jonkoping, por adaptação tipográfica.
| “ | A cidade de Jönköping possuía 120.000 habitantes...                                                                                      | ” |
|   | — Paulo Mauricio Oliveira Pinho, Avaliação dos planos municipais de gestão integrada de resíduos solidos urbanos na Amazônia brasileira. |   |

## História
O sítio da futura cidade de Jönköping era habitado desde a Idade da Pedra. Devido à sua localização junto ao lago, à existência de vários caminhos e à presença de ferro, o local ganhou a configuração de ponto de habitação, pesca, caça, cultivo e comércio. Em 1248, Jönköping recebeu o título de cidade (stadsprivilegium) - o mais antigo que se conhece na Suécia – pela mão do rei Magnus Ladulås, com a intenção de incrementar o comércio na região e de reforçar a presença sueca face à Dinamarca.

No século XV, a cidade tinha uma dimensão média, com uns 1 000 habitantes, e vivia da venda de produtos animais e de transportes com a região mineira de Bergslagen. Após um grande incêndio em 1621, a cidade foi transferida do lado ocidental para o lado oriental do lago Munksjön, hoje em dia situado no meio da cidade.

Durante o século XIX e XX, foi conhecida como a ”cidade dos fósforos”, tendo todavia a fábrica de fósforos sido encerrada em 1970. Nos nossos dias, Jönköping é uma cidade moderna, onde estão localizados os centros administrativos da agricultura e florestas da Suécia, o tribunal de apelação ”Göta hovrätt”, a Direção-Geral da Justiça (Domstolsverket) e a sede da Região Jönköping (Region Jönköpings län).

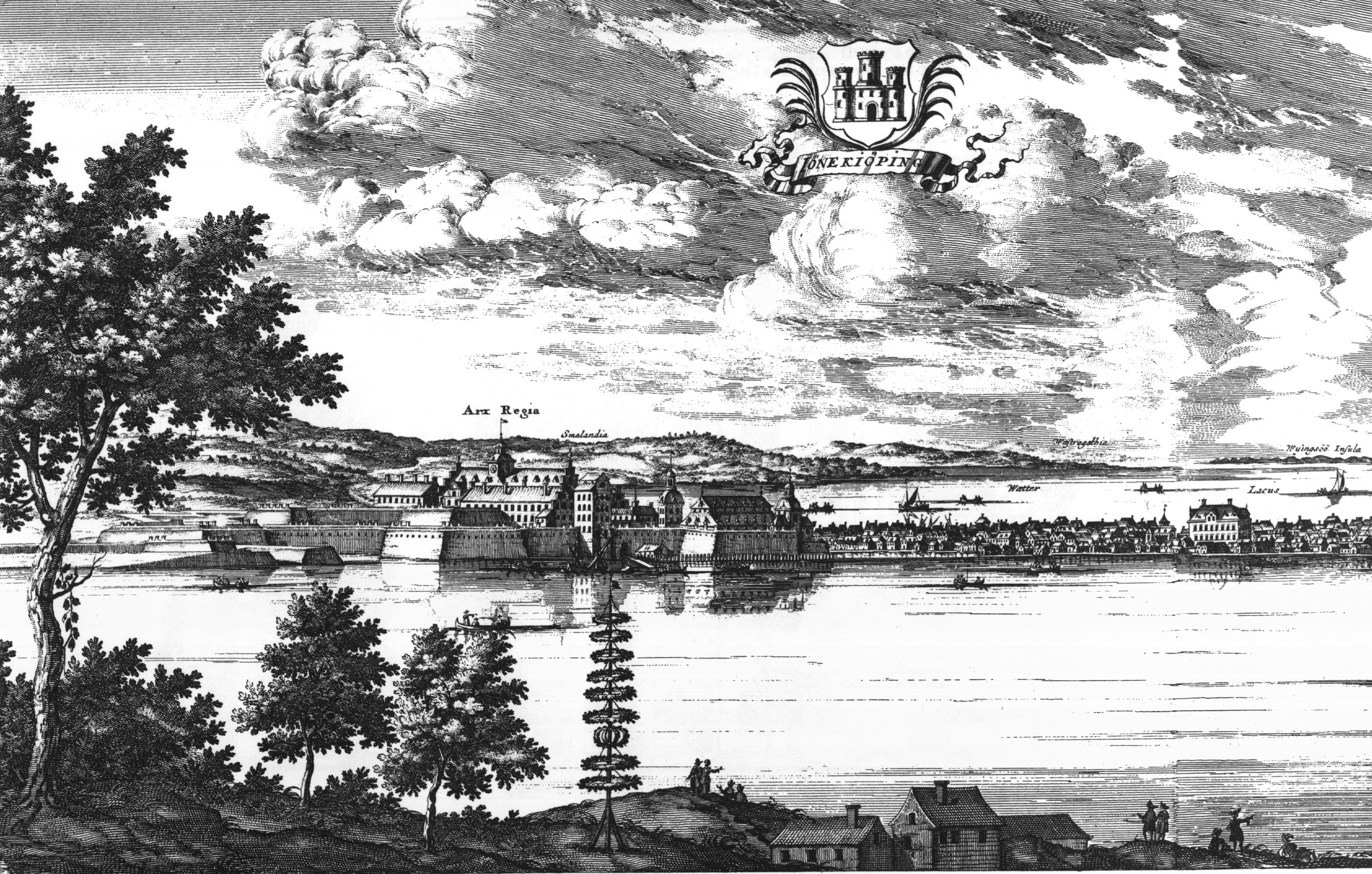
Cidade no século XVIII segundo a obra Suécia Antiga e Hodierna
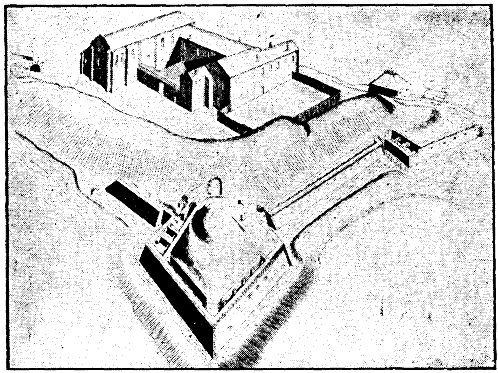
Castelo local em construção segundo desenho de 1605

## Comunicações
Jönköping é um importante centro de transportes.

A cidade é atravessada pela estrada europeia E4 (com ligação a Estocolmo e Helsingborg), e pelas estradas nacionais 26 (com ligação a Halmstad e Mora), 40 (com ligação a Göteborg e Vimmerby) e 47 (com ligação a Trollhättan e Oskarshamn).                   
Nela começam as estradas nacionais 30 (para Växjö), 31 (para Nybro) e 50 (para Söderhamn).

É um nó ferroviário com ligações a Estocolmo, Falköping, Gotemburgo, Huskvarna, Linköping, Norrköping, Norrköping, Nässjö, Skövde e Vaggeryd.

Dispõe do aeroporto internacional de Jönköping, a 8 quilômetros a sudoeste de seu centro.

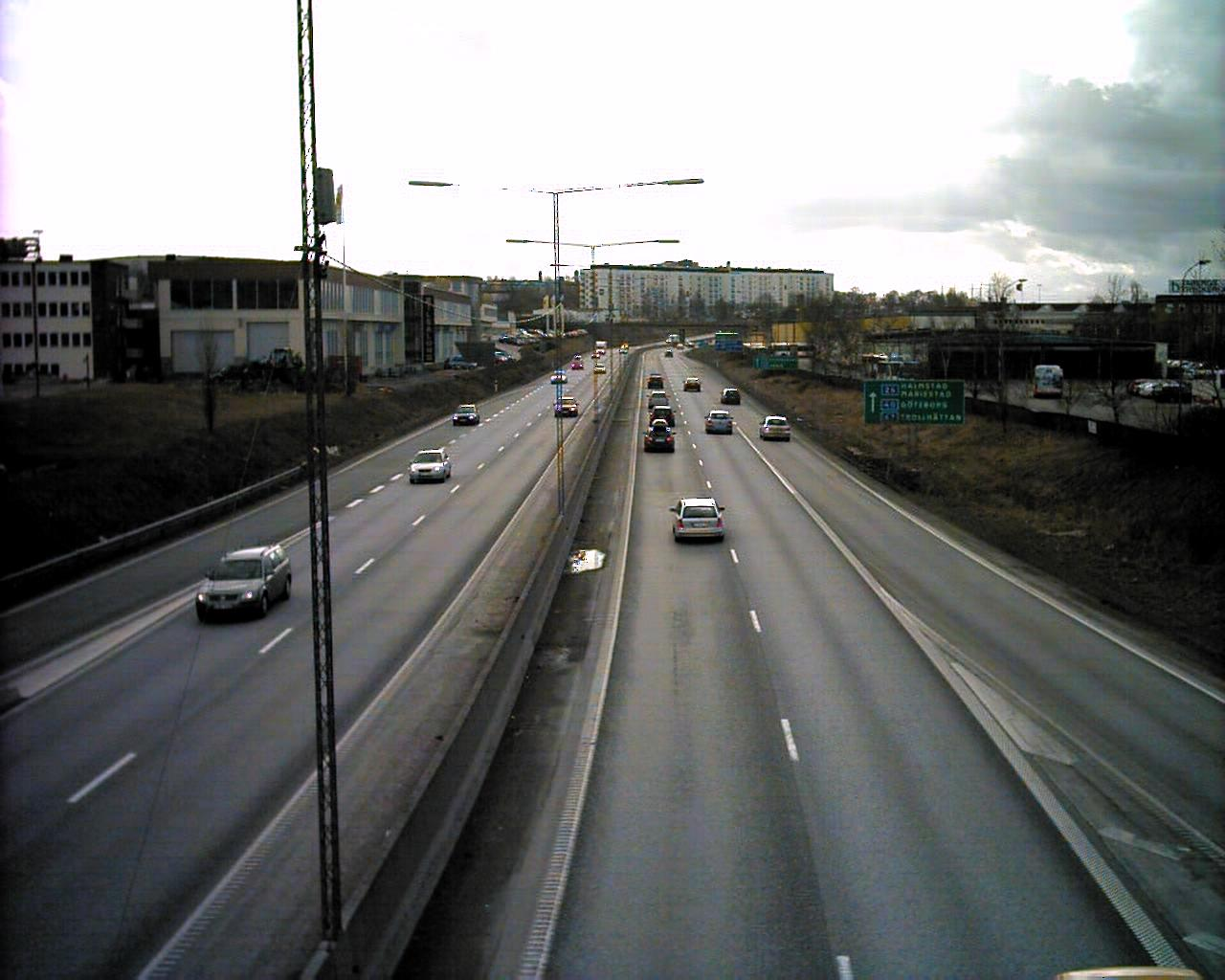
A estrada europeia E4 em Jönköping.

| - Estradas europeias: E4 (Estocolmo-Helsingborg) - Estradas nacionais: 26 (Halmstad-Mora), 30 (Jönköping-Växjö), 31 (Jönköping-Nybro), 40 (Gotemburgo-Vimmerby), 47 (Trollhättan-Oskarshamn), 50 (Jönköping-Söderhamn) - Ferrovias: Ligações ferroviárias a Estocolmo, Falköping, Gotemburgo, Huskvarna, Linköping, Norrköping, Norrköping, Nässjö, Skövde, Vaggeryd - Aeroportos: aeroporto internacional de Jönköping |

## Economia
A cidade de Jönköping é um importante centro comercial, logístico, industrial, cultural e social, dada a sua localização central e acesso rodoviário, ferroviário e aéreo às 3 grandes cidades da Suécia – Estocolmo, Gotemburgo e Malmö.
                                                                                                                                         Alberga várias grandes empresas (Husqvarna AB, Saab, Electrolux, Postnord, AB Fagerhult, IKEA), agências e instituições estatais (Direção Geral da Agricultura, Tribunal de Apelação da Götaland), e estabelecimentos de ensino (Universidade de Jönköping), para além de ser o centro administrativo do condado de Jönköping.

## Ensino

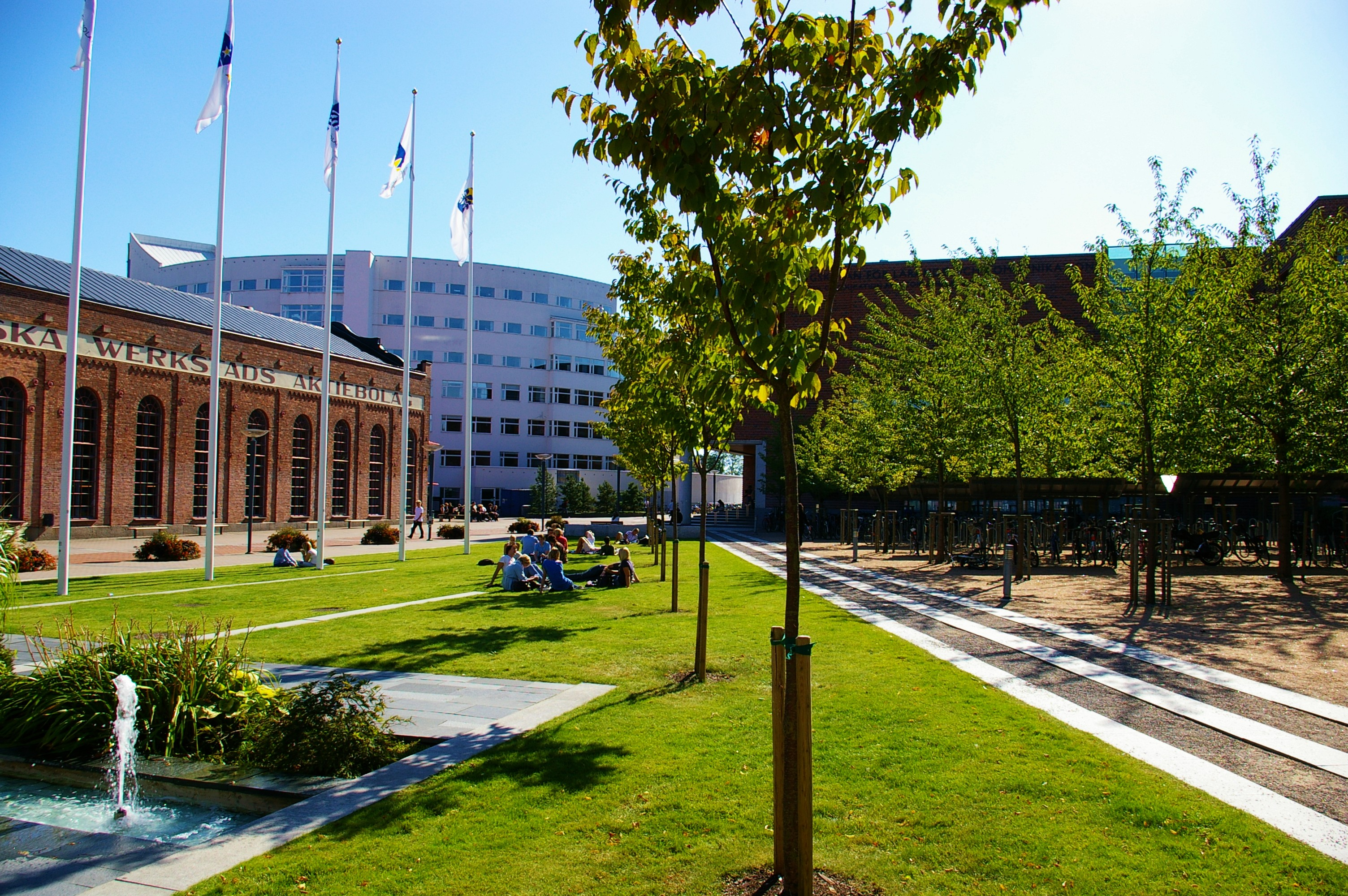
A Universidade de Jönköping

A cidade de Jönköping possuí uma rede de escolas de ensino básico e secundário, e dispõe igualmente de educação de adultos (Komvux), ensino superior popular (folkhögskola), ensino técnico superior profissional (yrkeshögskola) e ensino superior.

A Universidade de Jönköping (Jönköping University) tem cerca de 12 600 e 740 funcionários, e está instalada num campus no centro da cidade.

| - Escolas superiores - Universidade de Jönköping (Högskolan i Jönköping) - Ensino técnico superior profissional - Escola Técnica Superior Profissional TUC (TUC Yrkeshögskola) - Ensino superior popular - Escola Superior Popular de Södra Vätterbygden (Södra Vätterbygdens folkhögskola) |

## Património
A cidade abriga um patrimônio cultural, natural e edificado que atrai muitos turistas.

- Praia do Vättern (Vätterstranden)
- Igreja de Cristina (Kristine kyrka; século XVII)
- Museu regional de Jönköping (Jönköpings läns museum)
- Reserva natural de Rosenlund (Rosenlunds bankar)
- Museu do Fósforo (Tändsticksmuseet)
- Museu da Fábrica de Husqvarna (Husqvarna fabriksmuseum)
- Museu da Rádio e da Técnica de Jönköping (Jönköpings Radio- och Teknikmuseum)
- Parque da Cidade de Jönköping (Jönköpings stadspark, com museu ao ar livre e museu de aves embalsamadas)
- Universidade de Jönköping (Högskolan i Jönköping)[32]

## Personalidades ligadas a Jönköping

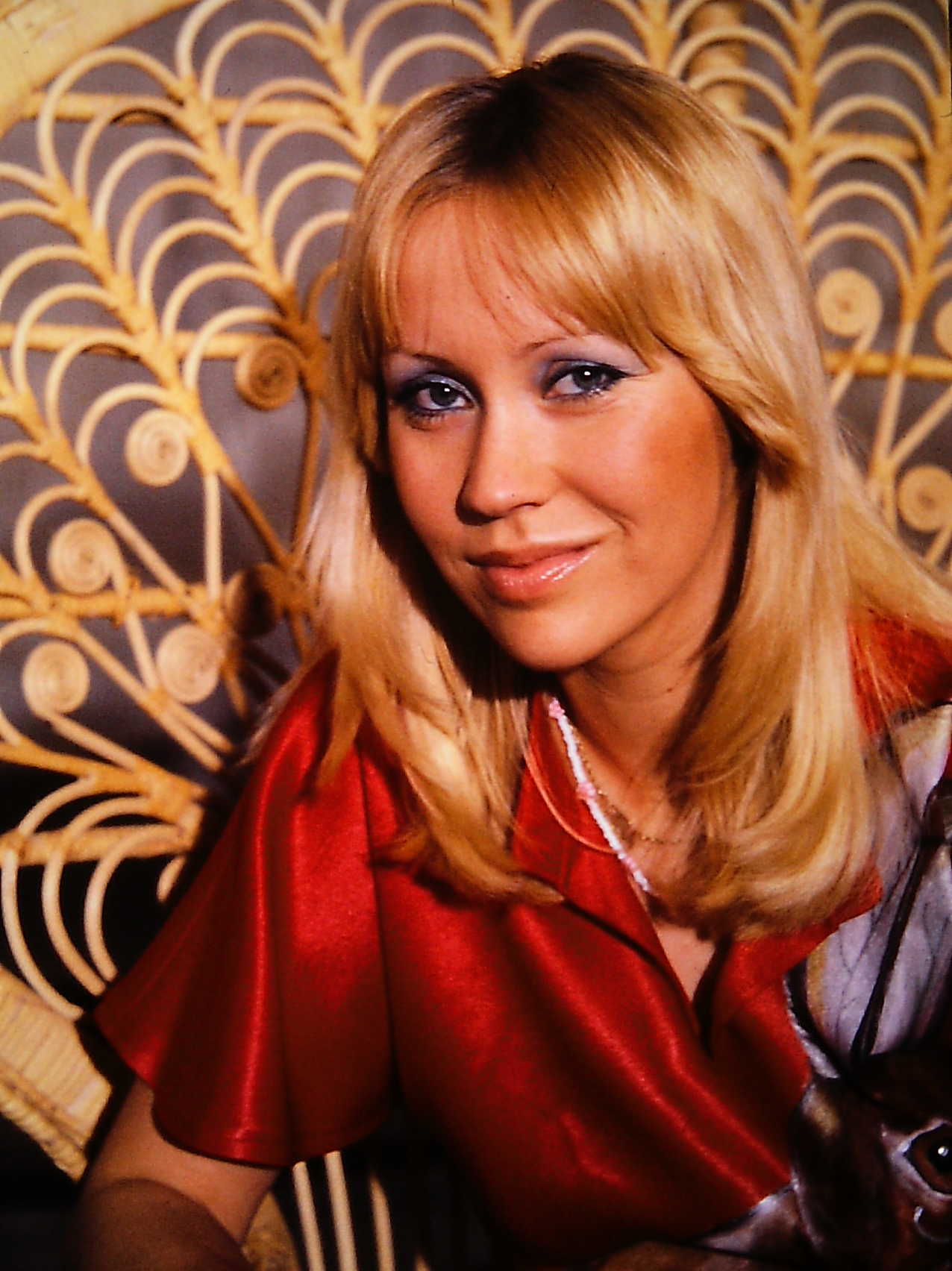
Agnetha Fältskog, (nascida em 1950), cantora e compositora, membro dos ABBA
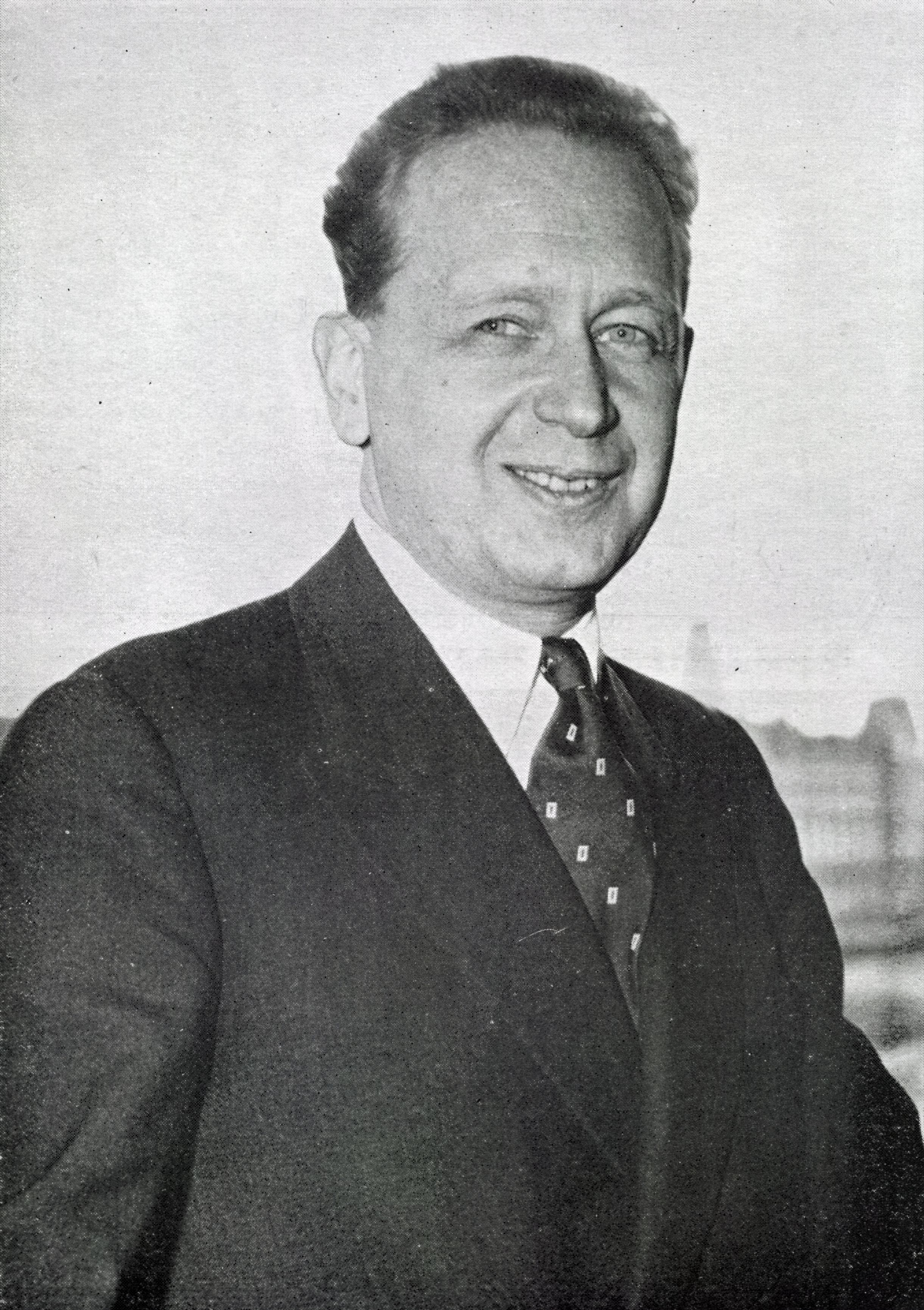
Dag Hammarskjöld, (1905-1961), antigo secretário-geral das Nações Unidas
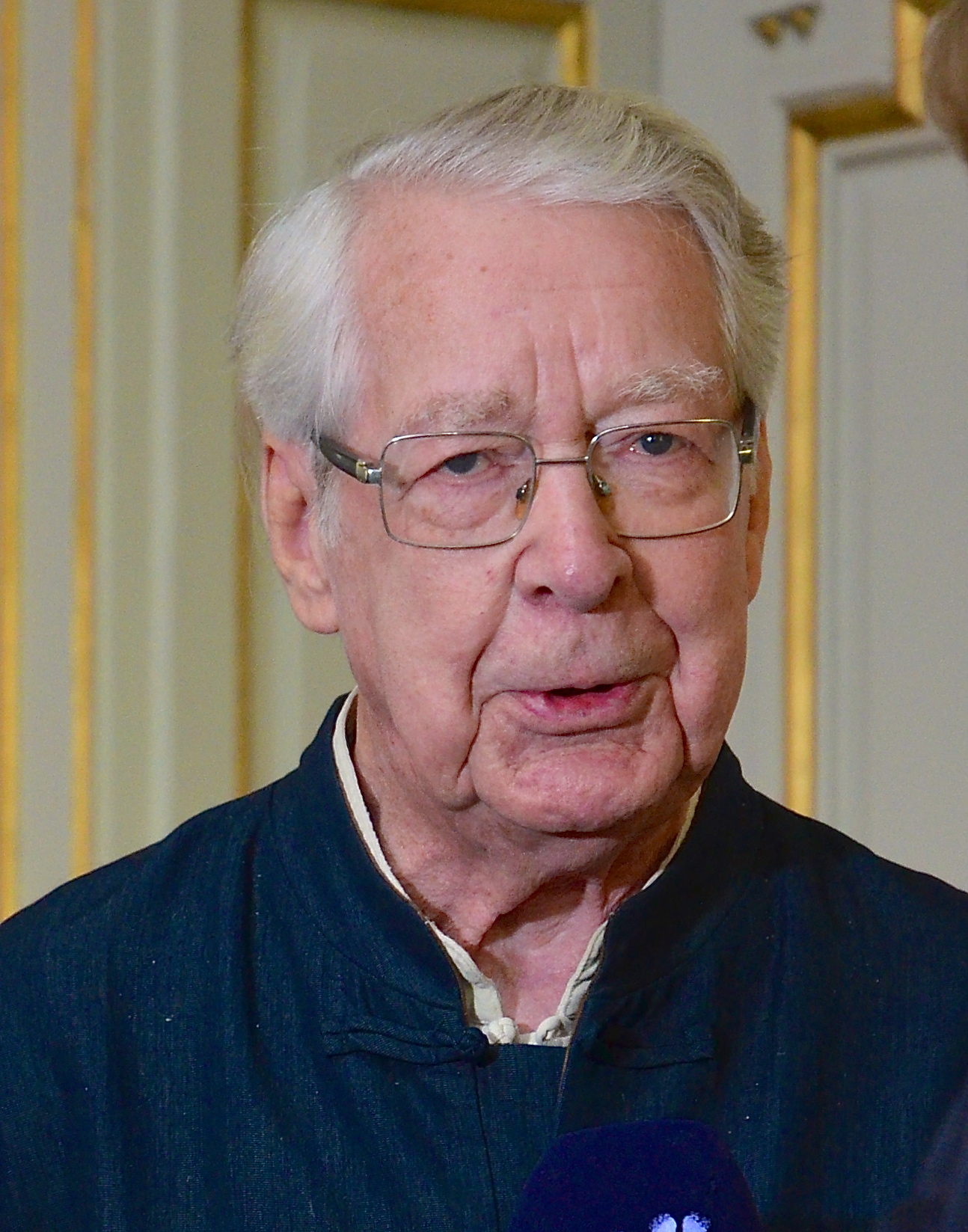
Göran Malmqvist (1924-2019), linguista, historiador, sinólogo e tradutor
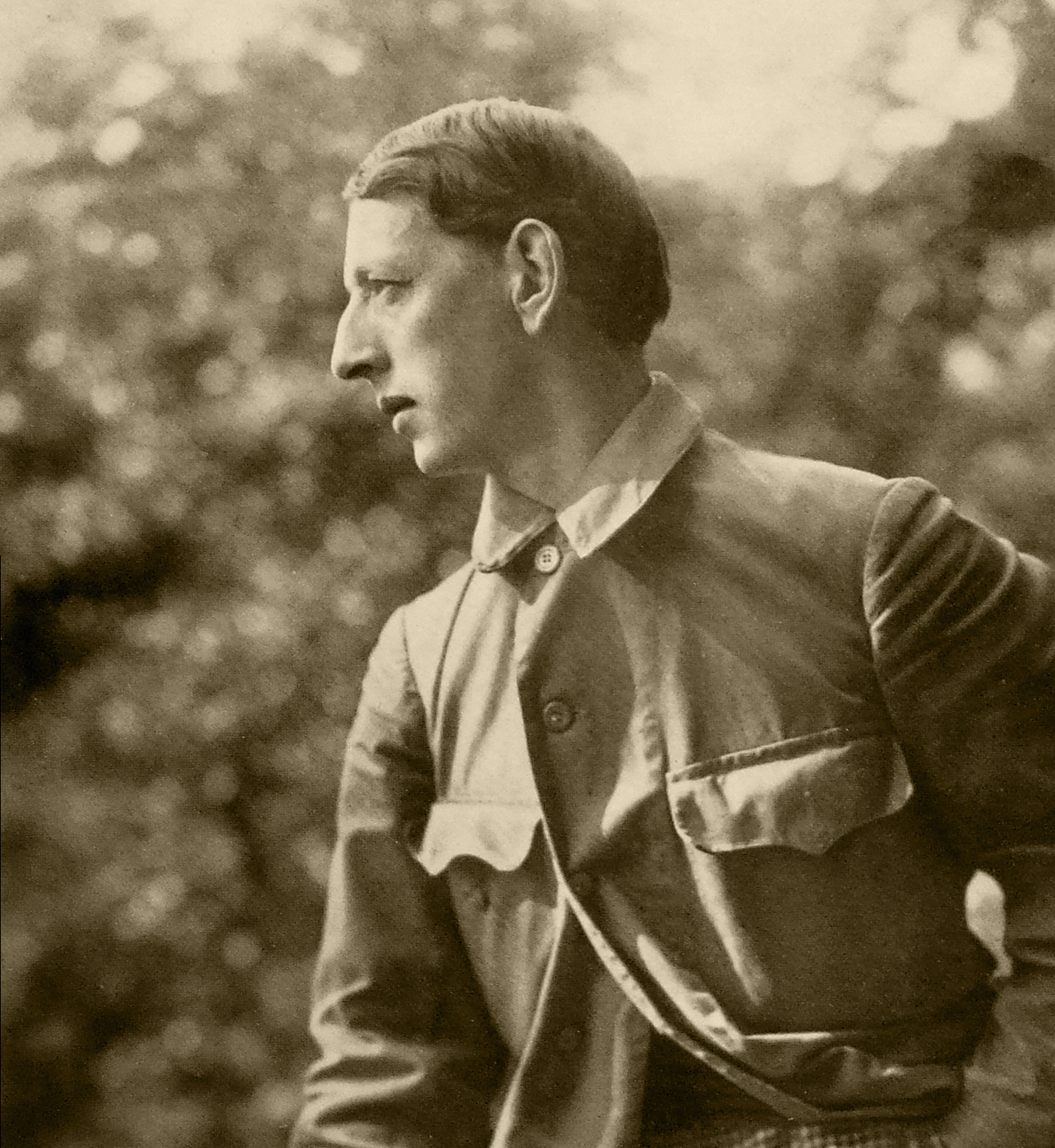
John Bauer (1882-1918), artista, pintor e ilustrador
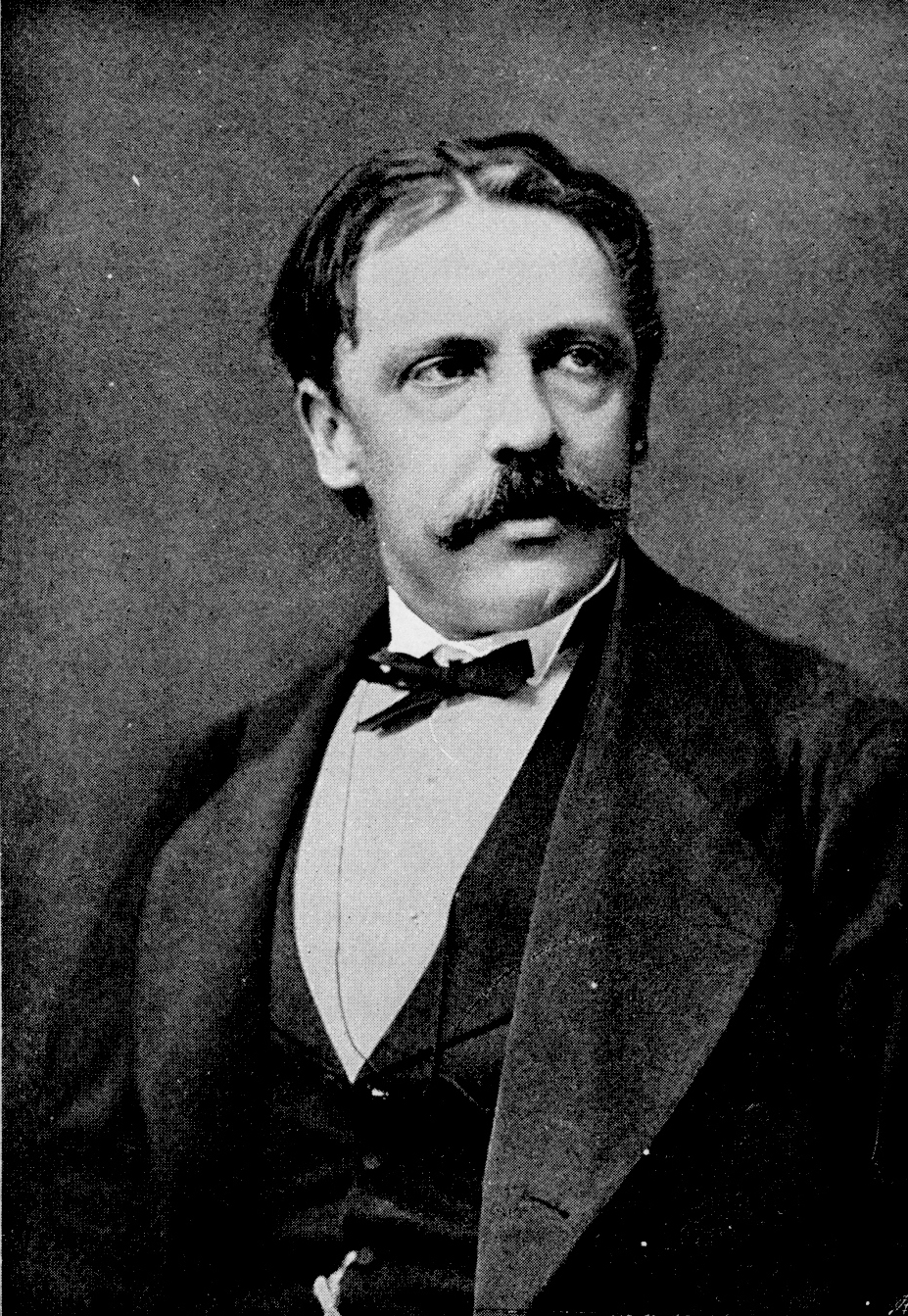
Viktor Rydberg (1828-1895), escritor

- Agnetha Fältskog, (nascida em 1950), cantora e compositora, membro dos ABBA
- Amy Diamond, (nascida em 1992), cantora
- Carl Peter Thunberg (1743-1828), naturalista, fundador da botânica sul-africana e japonesa
- Dag Hammarskjöld, (1905-1961), antigo secretário-geral das Nações Unidas
- David F. Sandberg, (nascido em 1981) realizador de cinema
- Gustaf Rosenquist (1887-1961), ginasta e esgrimista
- Göran Malmqvist (1924-2019), linguista, historiador, sinólogo e tradutor
- John Bauer (1882-1918), artista, pintor e ilustrador
- Nina Persson, (nascida em 1974) vocalista dos The Cardigans
- The Mary Onettes, (formada em 2000), banda de indie rock
- Viktor Rydberg (1828-1895), escritor

## Desporto
Jönköping possui vários clubes desportivos, com destaque para o clube de hóquei no gelo HV71, para o clube de natação Jönköpings SS, para o clube de andebol IF Hallby e para o clube de futebol Jönköpings Södra IF.

### Clubes
- HV71 (hóquei no gelo)
- Jönköpings Södra IF (futebol)
- IF Hallby (andebol)
- Jönköpings SS (natação)

### Arenas desportivas
- Stadsparksvallen (futebol) [35]
- Husqvarna Garden (hóquei no gelo, ginástica) [36]
- Jönköpings idrottshus (pavilhão multidesportivo) [37]

### Eventos disputados na cidade
A Volta ao Vättern (Vätternrundan) é um evento anual com dezenas de milhares de ciclistas num percurso de 315 km em torno do lago Vättern, passando por Jönköping, Vadstena e Karlsborg.

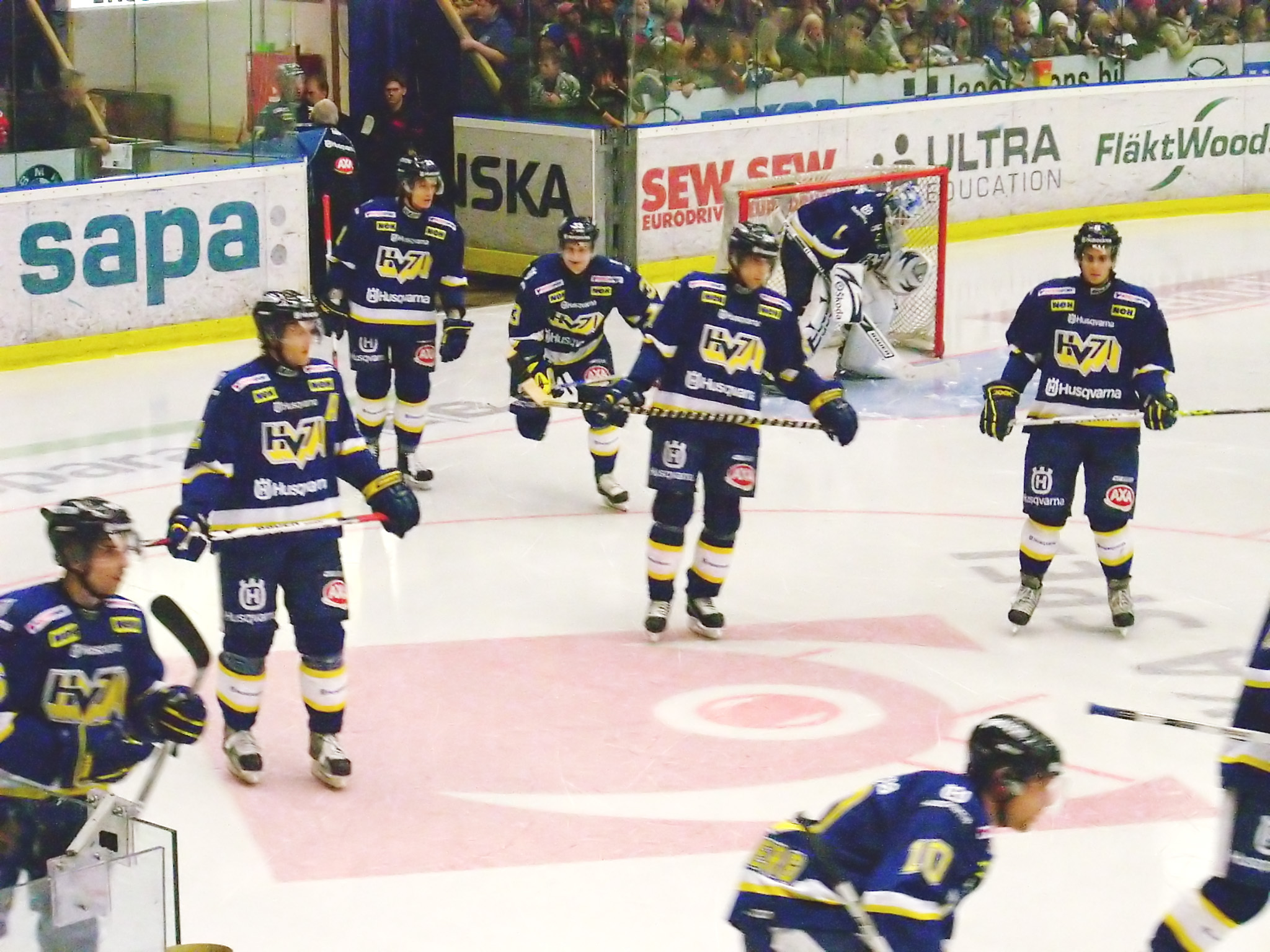
O clube HV71 de hóquei no gelo
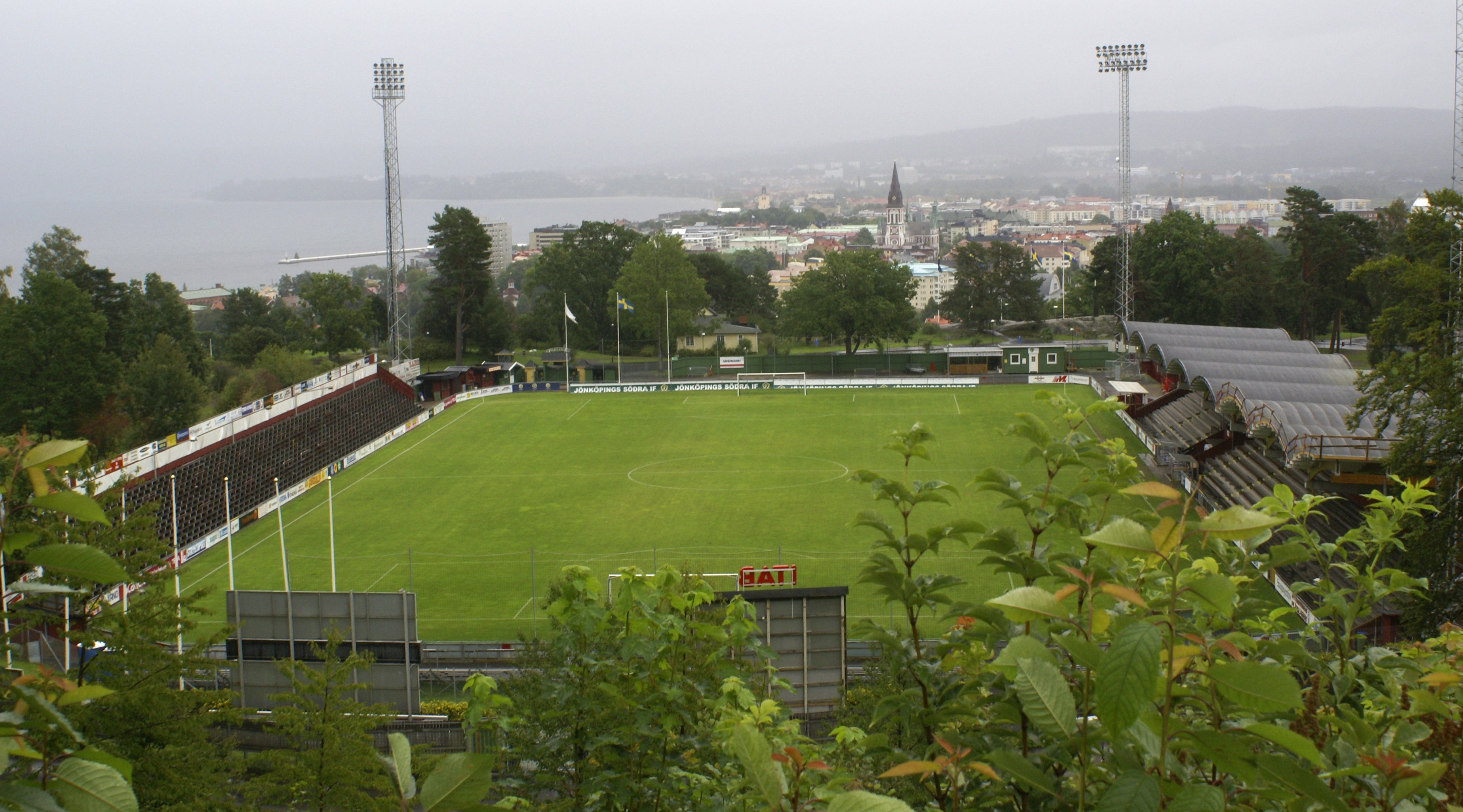
O estádio de futebol Stadsparksvallen

## Galeria

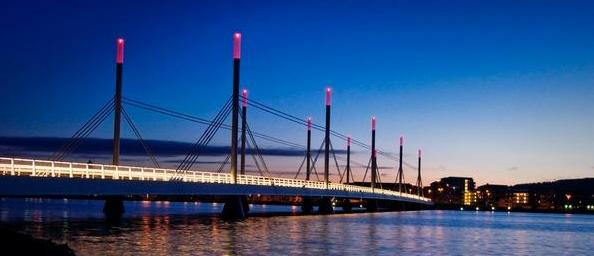
A ponte de Munksjö, no centro da cidade
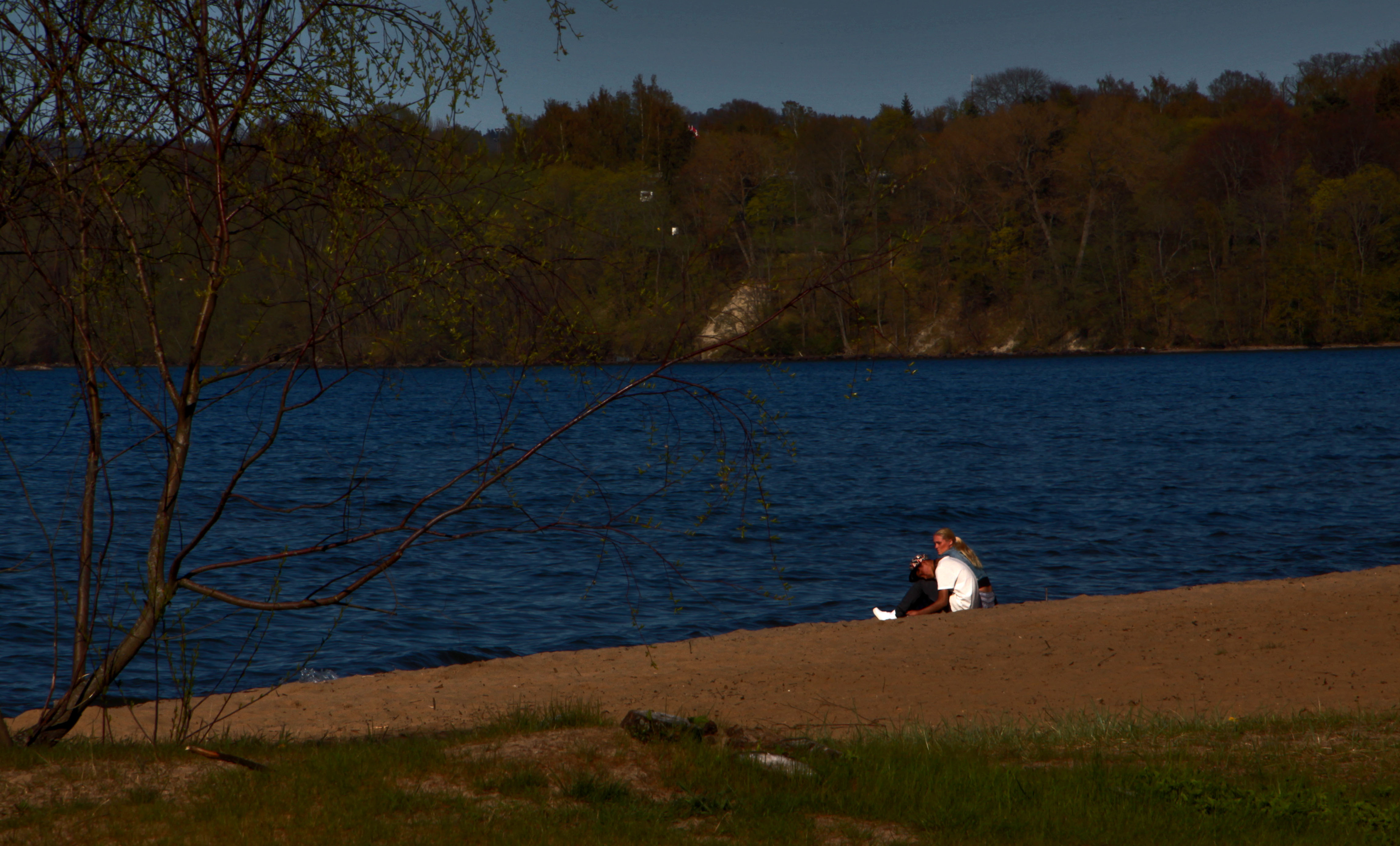
Praia do Vättern
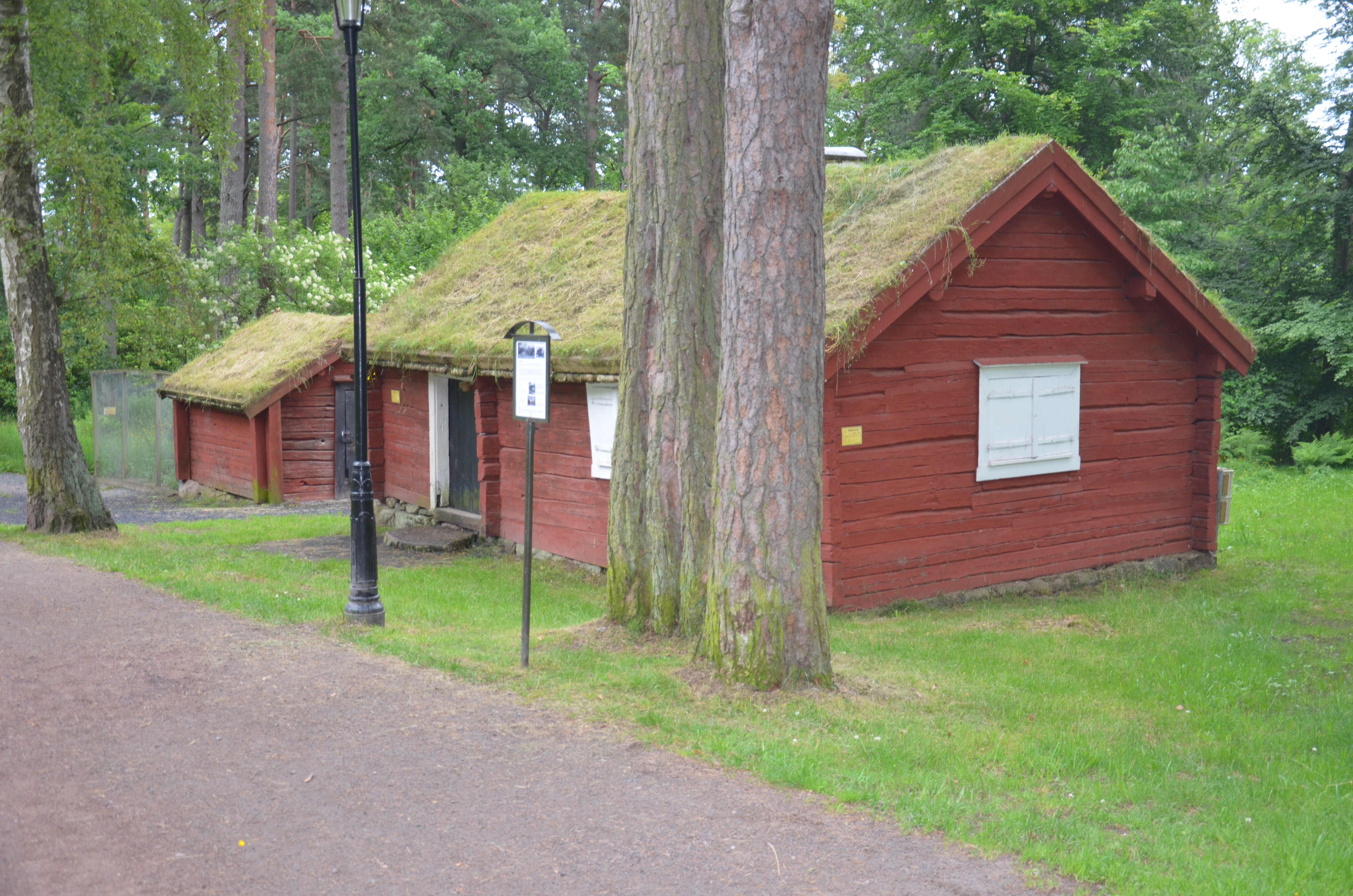
Cabana de soldado no parque da cidade
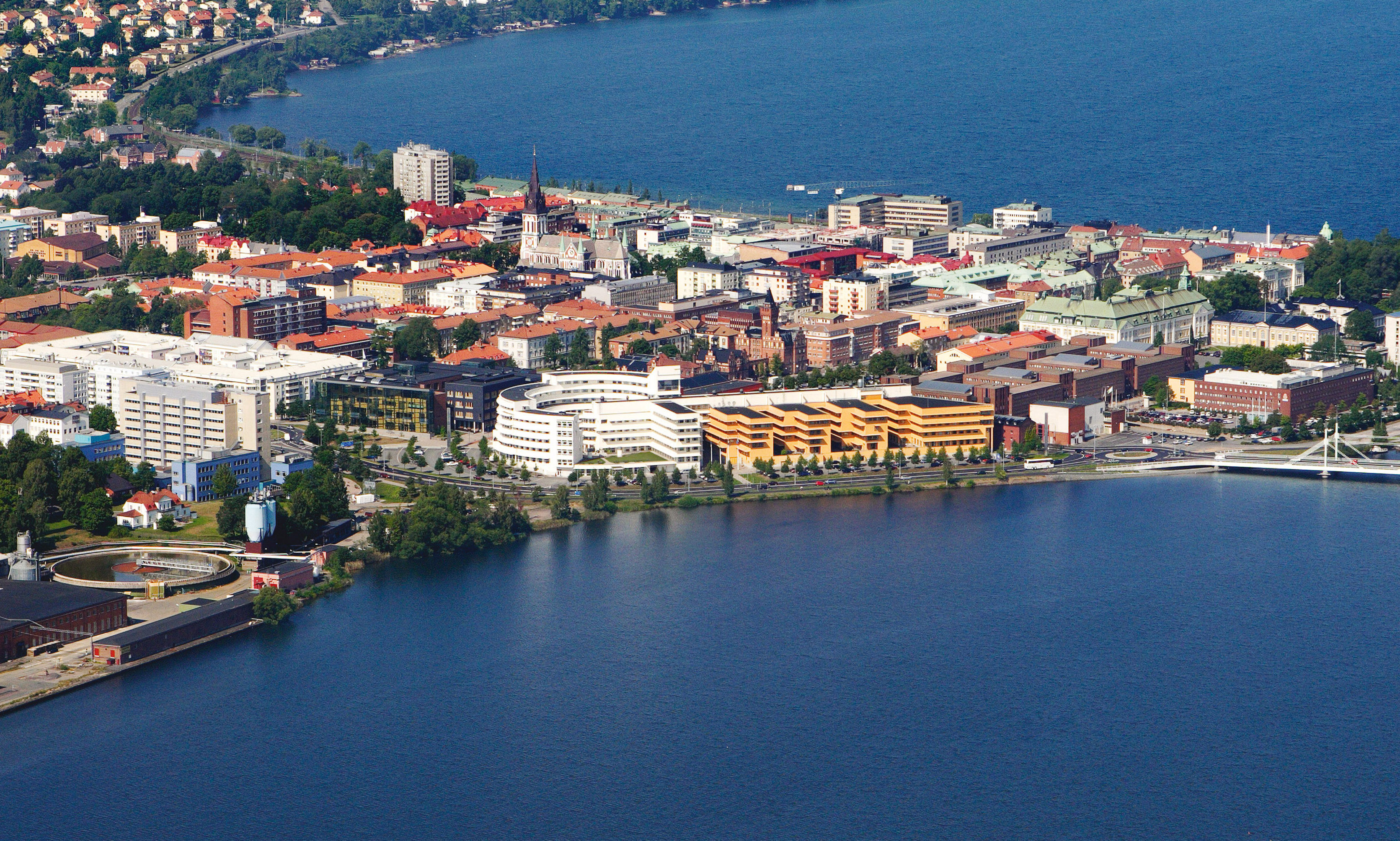
A Universidade de Jönköping
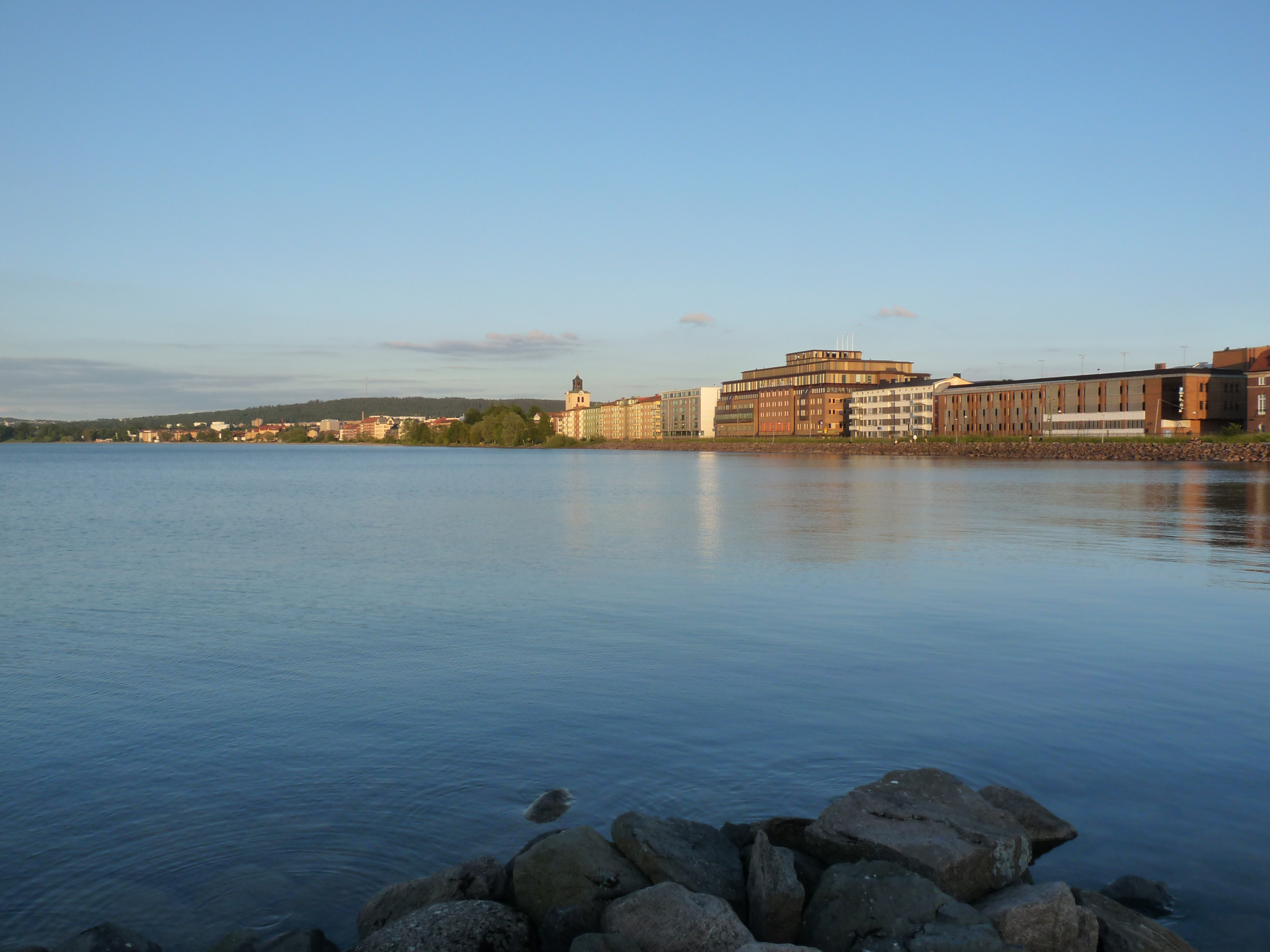
Jönköping vista do lago Vättern